# Federação Portuguesa de Natação
A Federação Portuguesa de Natação (FPN) é a entidade coordenadora da pratica desportiva da natação em Portugal, federando vários clubes e associações, promovendo o ensino e a prática da natação nas suas diversas disciplinas: Natação Pura, Natação Adaptada, Polo Aquático, Saltos, Natação Sincronizada, Águas Abertas, Masters e Mergulho Aquático.

## História

### Origens
A origem da FPN, remonta a 1906, altura em que o Real Ginásio Clube Português promoveu o primeiro "Campeonato de Portugal de Natação", no dia 4 de Outubro do mesmo ano, estabelecendo o primeiro regulamento competitivo, em que definia que a competição fosse aberta a todos os clubes e que o júri da competição tivesse um representante de todos.
Em 1907, Álvaro Lacerda, representante do Real Velo Clube do Porto, propôs que fosse criada uma liga de natação. Proposta que deu início, ainda nesse ano, à "Liga da Natação", que teve como fundadores os clubes: Liga Naval, Real Gymnasio Club, Club dos Aspirantes de Marinha, Real Club Naval de Lisboa, Real Associação Naval, Real Club D. Manuel, Lyceu da Lapa, Centro Nacional de Esgrima, União dos Atiradores Civis, Atheneu Commercial, Real Velo Club do Porto, Club Mario Duarte, de Aveiro, Gymnasio Club da Figueira da Foz e Sociedade de Geografia, tendo ficado a sede em Lisboa, nas instalações do Ginásio Clube Português.
Com a implantação da República, levou ao desaparecimento da liga, tendo apenas surgido algumas competições organizadas por clubes locais.
Em 1920, apareceu finalmente a "Liga Portuguesa dos Clubes de Natação", mudando de nome para "Liga Portuguesa dos Amadores de Natação" em 1925. No entanto, era praticamente limitada a ações entre Lisboa e o Porto.

## Fundação
A partir de 1926 começam a surgir conflitos entre vários clubes e a liga,  levando a que os dissidentes a abandonassem e criassem a "Federação Portuguesa de Natação (Amador)". As duas entidades mantiveram-se totalmente afastadas durante quatro anos, chegando a proibir a participação em eventos uns dos outros.
Finalmente em 1930 as duas entidades entram em acordo e forma-se a "Federação Portuguesa de Natação".

## Atividade
A FPN, promove ativamente a pratica da natação em Portugal, nas suas várias vertentes e disciplinas, através de vários eventos desportivos e apoia o desporto escolar e os atletas olímpicos, sendo também a única responsável pela homologação dos recordes e a manutenção dos rankings nacionais.
- Campeonato Nacional de Clubes em Natação
- Primeira Divisão de Polo Aquático Masculino
- Primeira Divisão de Polo Aquático Feminino